# اکبر خراسانی
پهلوان اکبر خراسانی زاده مشهد، از پهلوانان نامور ایرانی در عهد قاجاریه، و فرزند پهلوان سلیم خراسانی بوده و به همین دلیل او را اکبر پهلوان سلیم نیز می‌خواندند. وی نوچه یکی از پهلوانان نامدار خراسان به نام پهلوان حاج سید کاظم ضابط خراسانی بود و از این جهت وی را در مشهد، نوچه حاج سید کاظم نیز می‌نامیدند. وی طی دو سه کشتی پیروزمندانه که در مشهد گرفت، در سرتاسر ایالات خراسان گل کرد و سپس به منظور زورآزمایی با پهلوانان پایتخت، راهی تهران شد. مادر پهلوان خراسانی زنی بود به نام فاطمه؛ از طایفه متش بیرانوند، که در نزدیکی شهر خرم آباد سکونت داشتند.

## رفتن به تهران
پس از این که پهلوان اکبر، از خراسان به تهران آمد، موفق شد که در جریان یک کشتی در زورخانه نوروزخان بر پهلوان ابراهیم یزدی معروف به «یزدی بزرگ» را که برای مدت‌ها پهلوان شکست ناپذیر دارالخلافه محسوب می‌شد و بازوبند پهلوانی پایتخت را برای سال‌ها بر بازو داشت، توانست فائق آید و او را بر زمین بزند و بدین ترتیب، بازوبند پهلوانی از طرف شاه به او اعطا گردید. البته در باب پیروزی ایشان بر پهلوان یزدی اسناد و مدارک معتبری نیست چنان‌که در کتاب تاریخ ورزش باستانی ایران نوشته حسین پرتو بیضائی کاشانی انتشارات زوار سال ۸۲ تهران طبق مستندات دوره قاجار در این کشتی هیچ‌یک بر دیگری پیروز نمی‌شود و علی‌رغم زمان زیاد کشتی هیچ‌کدام بر دیگری فائق نمی‌شوند لذا شاه با حفظ حرمت پهلوان یزدی و با توجه به سن بالای پهلوان یزدی (بالغ بر ۵۰ سالگی او و اواخر دوران وی) یک بازوبند پهلوانی هم به پهلوان اکبر که در عنفوان جوانی بوده می‌دهد. طبق همین مستند در این کشتی پهلوان اکبر عمدتاً خود را بدست پهلوان یزدی نمی‌دیده است.